# Tauernbach (Isel)
Der Tauernbach ist ein Bach im österreichischen Landesteil Osttirol und gehört neben dem Kalserbach und der Schwarzach zu den wichtigsten Zuflüssen der Isel. Der Tauernbach entspringt am Ende des Tauerntals unterhalb des Alten Tauerns (nahe Felber Tauern) in 2270 m Höhe und fließt steil bergab. In einer Höhe von etwa 1580 m mündet der Tauernbach zwischen dem Außergschlöß und der Wohlgemuthalm in den weit größeren Gschlößbach. Dennoch wird der aus dem Zusammenfluss der beiden Bäche entstandene Fluss in der Folge als Tauernbach bezeichnet. Bei Matrei in Osttirol geht der Tauernbach schließlich nach 18,02 km und der Überwindung von 1340 Höhenmetern in die Isel über.

## Geografie

### Geologie
Der Tauernbach befindet sich im Tauernfenster, die vorherrschenden Gesteine sind kristalline Schiefer und Gneise. Im Bereich der Mündung in die Isel verläuft der Tauernbach hingegen in jungen Schotter- und Sandschichten, die die geologische Formation der Matreier Schuppenzone bereits überlagert haben.

### Verlauf
Der Tauernbach entspringt am Beginn des Tauerntals am südlichen Abhang des Alter und Felber Tauerns in 2270 m Höhe. Anschließend verläuft er steil bergab und nimmt im sogenannten Holzbodenwald den Dichtenbach auf. Nach etwas mehr als drei Kilometern mündet der Tauernbach am Beginn des Gschlösstals in den weit mächtigeren Gschlössbach. Dieser hat seinen Ursprung im Zusammenfluss des Viltragenbachs (Quellgebiet: Viltragenkees) und des Schlatenbachs (Quellgebiet: Schlatenkees), der zuvor auch noch den vom Karleskees kommenden Karlesbach aufnimmt. Vermutlich auf Grund der Tälerbezeichnungen erhält ab dem Zusammenfluss des Tauernbaches und des Gschlößbaches (Beginn des Tauerntals) der entstandene Fluss den Namen Tauernbach. Der Tauernbach bildet in der Folge eine starke Verebnung, die bis zur Moaralm reicht. Hier liegen auch der Weiler Tauer (1511 m) und das Matreier Tauernhaus. Danach verengt sich das Tauerntal klammartig und der Tauernbach fließt nahe der Felbertauernstraße bis zur Kalser Alm. Kurz danach nimmt der Tauernbach den Landeggbach auf und fließt in etwas größerer Distanz weiter parallel der Felbertauernstraße zur Unterwaldalm, wo sich das Tal bis zum Weiler Raneburg (1268 m) aufweitet. Ab hier nähert sich der Straßenverlauf wieder stark an den Tauernbach an, was auf die Verengung des Tauerntals bis zu den Weilern Berg (1272 m), der etwas oberhalb des Baches liegt, und Gruben (1150 m) zurückzuführen ist. Bei Gruben erweitert sich das Tal bis zur Pumpstation Gruben (Transalpine Ölleitung TAL). Danach verengt sich das Tauerntal erneut und der Tauernbach fließt unterhalb des Weilers Lublaß (1148 m), nach der Aufnahme des Steiner Baches mit den bekannten Steiner Wasserfällen, in die Prosseggklamm. Bei der gleichnamigen Ortschaft Prossegg (945 m) hat der Tauernbach bereits den Großteil seines Gefälles zurückgelegt und fließt nun begradigt durch stark landwirtschaftlich genutztes Gebiet. Er passiert nun Matrei am westlichen Ende des Ortes und mündet nach der Aufnahme des Bretterwandbaches in die Isel.

## Nebenflüsse
Insgesamt münden 14 Flüsse direkt in den Tauernbach. Gemessen an ihrem Einzugsgebiet sind Gschlössbach, Frosnitzbach, Landeggbach, Bretterwandbach und Steiner Bach die größten Nebenflüsse des Tauernbachs. Die fünf größten Nebenflüsse weisen ebenso wie der Petersbach selbst Nebenflüsse auf.
Die Tabelle enthält im Einzelnen folgende Informationen:
| GKZ:           | Die HZB-Nummer des Hydrographischen Zentralbüros, siehe Gewässernummerierungen in Österreich |
| Name:          | Name des Gewässers beginnend von der Quelle                                                  |
| Mündungsseite: | Orographische Seite der Einmündung                                                           |
| Einzugsgebiet: | Das Einzugsgebiet des Gewässers in Quadratkilometer.                                         |

| GKZ            | Name            | Mündungsseite | Einzugsgebiet |
| -------------- | --------------- | ------------- | ------------- |
| 2-374-64-50-02 | Dichtenbach     | rechts        | 001,8         |
| 2-374-64-50-04 | Gschlössbach    | rechts        | 045,6         |
| 2-374-64-50-06 | Messelingbach   | links         | 004,1         |
| 2-374-64-50-08 | Löbbenbach      | rechts        | 004,2         |
| 2-374-64-50-10 | Daberbach       | links         | 004,2         |
| 2-374-64-50-12 | Schildbach      | rechts        | 005,5         |
| 2-374-64-50-14 | Haupmerbach     | links         | 002,3         |
| 2-374-64-50-16 | Landeggbach     | links         | 022,8         |
| 2-374-64-50-18 | Seebach         | rechts        | 002,5         |
| 2-374-64-50-20 | Petersbach      | links         | 007,7         |
| 2-374-64-50-22 | Frosnitzbach    | rechts        | 045,0         |
| 2-374-64-50-24 | Hochplanbach    | links         | 002,3         |
| 2-374-64-50-26 | Steiner Bach    | links         | 010,0         |
| 2-374-64-50-28 | Bretterwandbach | links         | 018,4         |

## Umwelt

### Fauna und Flora
Im Ursprungsgebiet des Tauernbaches finden sich insbesondere Zwergstrauchheiden und alpine Rasengesellschaften. Oberhalb von Außergschlöß (entlang des Gschlößbachs) und flussabwärts bis zur Moaralm bestehen vor allem weiträumige Almgebiete. Die Schluchtenstrecken des Tauernbaches sind an den westseitigen Taleinhängen vor allem von Nadelbäumen bewachsen, an der Obergrenze der Steilstufe bestehen auch Laubgehölze. Die gegenüberliegende Talseite ist hingegen meist etwas flacher und großteils von Laubgehölzen bewachsen. Bis Prossegg werden in den Verebnungen insbesondere die westlichen Talhänge bewirtschaftet, während an den Osthängen monataner Fichtenwald dominiert und nur selten in den Talräumen durch Grünflächen unterbrochen wird. Das weitläufige Verbreiterungsgebiet des Tauernbaches unterhalb von Prossegg bis zur Mündung wird hingegen an beiden Ufern weitgehend von der Landwirtschaft in Anspruch genommen.
Die Fischpassierbarkeit des Flusses ist vor allem durch die Prosseggklamm (Wasserfälle, Wehranlage) und die Schluchtenstrecke oberhalb der Wohlgemutalm unterbrochen. Fischvorkommen im Gschlößbach und im Bereich des "Matreier Tauernhaus" sind deshalb vermutlich auf Besetzungen zurückzuführen. Vorkommende Fischarten sind vor allem Bachforellen, Saiblinge und vereinzelt Regenbogenforellen sowie Äschen (Unterlauf).

### Naturschutz
Ab der Einmündung des Keespölachbach flussaufwärts ist der Gschlößbach Teil des Nationalparks Hohe Tauern (Außenzone bzw. Kernzone). Aus naturschutzfachlicher Sichte ist auch die Prosseggklamm von Bedeutung. Als schützenswert werden darüber hinaus einige der Zuflüsse bewertet, wie der Mittellauf des Frosnitzbaches und die Hochgebirgsstrecken des Landeggbaches, Steiner Baches und Gschlößbaches (im Hochtal verzweigte Fließgewässerstrecken). Der Tauernbach gilt als wichtiger Lebensraum der Deutschen Tamariske (Myricaria germanica), weshalb Naturschützer seit Jahren die Ausweisung des Tauernbachs als Natura 2000 Schutzgebiet fordern. Ende Juni 2015 meldete die Tiroler Landesregierung jedoch nur Gebiete der Isel, des Kalser Bachs und der Schwarzach als Natura-2000-Gebiete. Im Frühjahr 2017 forderte die Europäische Union jedoch eine Nachnominierung weiterer Gletscherflüsse, unter anderem die des Tauernbachs.

### Uferzustand und Verbauungsmaßnahmen

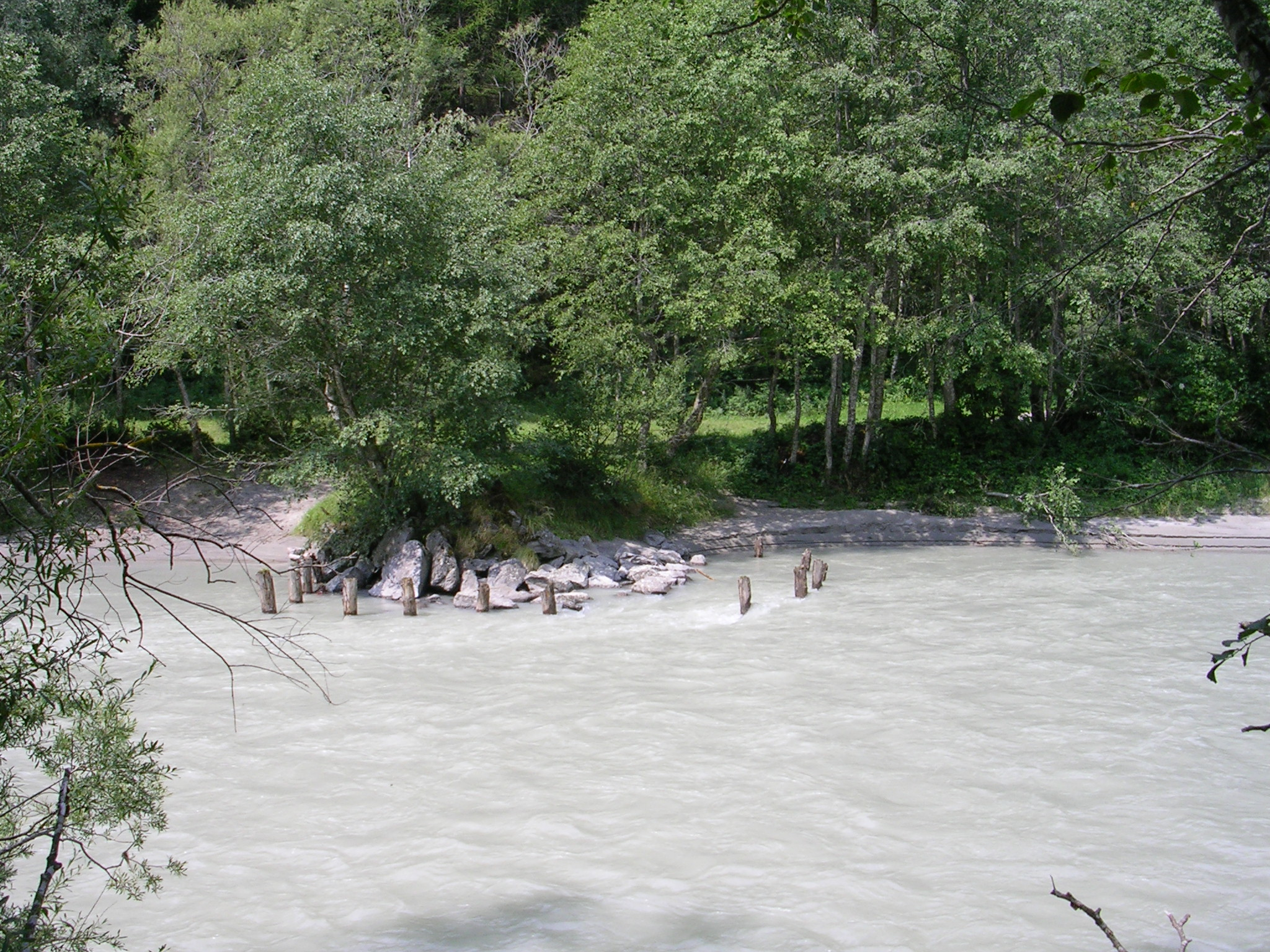
Ufersicherung (Buhne) im Ortsgebiet Matreis

Der Oberlauf des Tauerbaches (Viltragenbach) ist bis zur Schlatenbachmündung noch naturbelassen. Ab dem Innergschlöß wurde der Fluss (hier noch Gschlößbach) zur Gewinnung und Sicherung landwirtschaftlicher Nutzflächen (extensiv bewirtschaftete Feuchtwiesen) jedoch hart verbaut, begradigt und die Laufentwicklung durch Längsverbauungen eingeschränkt. Zusätzlich wurden zwei Geschiebeauffangbecken (Mündung Schlatenbach und Wohlgemutalm) errichtet. Neben dem Oberlauf, haben sich natürliche Flussabschnitte insbesondere in den Schluchtenstrecken erhalten, beginnend bei der Mündung des Tauernbaches in den Gschlößbach (bis Wohlgemutalm) und in der Prosseggklamm, wo kurze Verebnungsstrecken nur punktuell verbaut sind. Im Ortsgebiet von Matrei ist der Tauernbach schließlich durchgehend mit Holz/Blocksteinbuhnen bzw. Steinschlichtungen verbaut.

### Gewässergüte
Der Tauernbach weist über die gesamte Länge die Gewässergüteklasse I-II auf. Verschmutzungen im Oberlauf werden vor allem durch Abwasserleitungen im Almbereich des Innergschlöß verursacht, im Unterlauf ist die hohe Zahl an Abwassereinleitungen im Bereich von Matrei auffallend. Da die Ortskanalleitung sich zurzeit im Bau befindet und die gesammelten Abwässer künftig in die Kläranlage bei Kienburg (Huben) transportiert werden, ist mit einer Verbesserung der Gewässergüte im Unterlauf zu rechnen.

## Wirtschaft

### Energiewirtschaftliche Nutzung

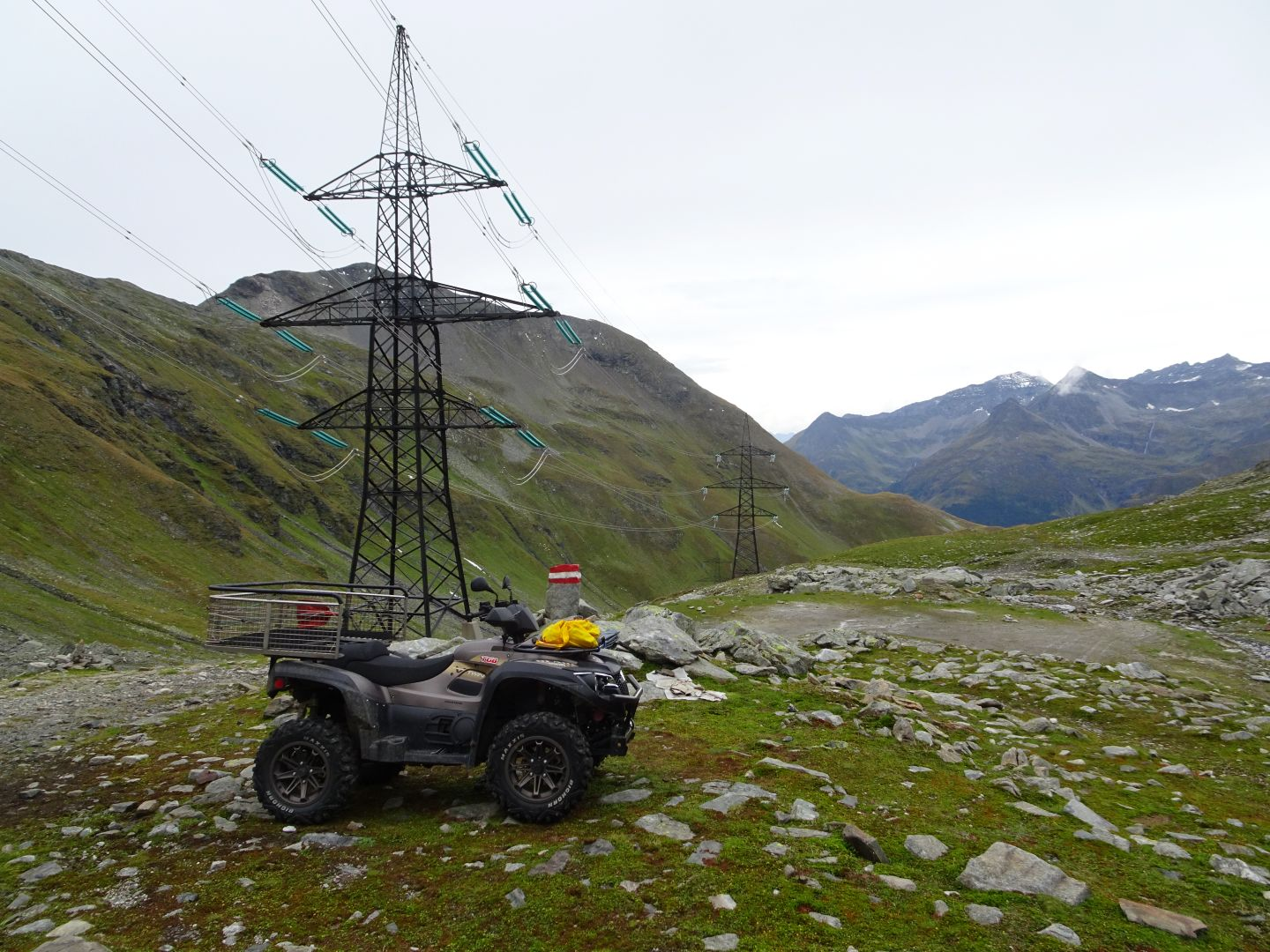
380-kV-Leitung im Tal des Tauernbachs

Derzeit findet eine energiewirtschaftliche Nutzung des Tauernbaches lediglich am Unterlauf im Bereich der Prosseggklamm statt. Dort wird das Wasser mit Hilfe einer Wehranlage 360 Meter oberhalb des privat betriebenen Kraftwerkes entnommen, wobei die Restwassermenge etwa 70–80 Prozent beträgt. Derzeit werden somit nur 1,2 % der Gesamtlänge des Tauernbaches energiewirtschaftlich genutzt. Pläne der TIWAG zum Ausbau der Wasserkraftnutzung am Tauernbach gehen jedoch wesentlich weiter. Die TIWAG plant derzeit ein Pumpspeicherkraftwerk Matrei-Raneburg, das den Tauernbach oberhalb des Weilers Raneburg durch eine 90 Meter hohe Staumauer aufstauen soll und einen Stausee vorsieht, der bei Vollstau 20 Millionen Tonnen Wasser fassen soll. Dieses Projekt, im Vorhof des Nationalparks Hohe Tauern, stößt jedoch nicht nur bei Umweltschützern auf massiven Widerstand, auch die lokale Bevölkerung hat sich bereits in einer Bürgerinitiative gegen den Kraftwerksbau organisiert. Unterstützt wird das Projekt derzeit lediglich von der ÖVP, SPÖ, Grüne und FPÖ haben sich bereits dagegen ausgesprochen.
Seit 1967 verläuft die Transalpine Ölleitung durch das Tal, seit 1975 auch die 380-kV-Leitung vom Umspannwerk Tauern zum Umspannwerk Lienz.